# Chatmonchy
Chatmonchy (チャットモンチー, chattomonchī) est un duo Japonais de J-pop et J-rock (anciennement composé de trois femmes) originaires de la Préfecture de Tokushima sur l'île de Shikoku. Depuis 2005, elles sont sous contrat avec le label Ki/oon Records de Sony Music Japan. Le groupe se sépare en 2018.

## Membres

### Membres actuels
- Eriko Hashimoto (橋本絵莉子, Hashimoto Eriko?) : Guitare et Chant
- Akiko Fukuoka (福岡 晃子, Fukuoka Akiko?) : Basse électrique, Batterie et Chœur

### Ancien membre
- Kumiko Takahashi (高橋久美子, Takahashi Kumiko?) : Batterie et Chœur

## Biographie

### 2000-2005
- 2000 - Eriko Hashimoto crée le groupe dans la ville de Tokushima (Préfecture de Tokushima). À ce moment-là, chatmonchy était composé de 6 membres : 2 chanteuses, 2 guitaristes, une bassiste et une batteuse.
- 2002 - À cause des examens, tous les membres quittent le groupe, sauf Eriko Hashimoto.
- Mars 2002 - Akiko Fukuoka se trouve alors dans la même classe qu'Eriko dans son lycée et rejoint le groupe en tant que bassiste.
- 2003 - Un batteur fait partie du groupe pendant peu de temps. Eriko et Akiko font de l'acoustique ensemble et forment un duo.
- Avril 2004 - Akiko Fukuoka rencontre Kumiko Takahashi dans un club universitaire, ainsi Kumiko devient la batteuse du groupe.
- 2004 - Le groupe produit par ses propres moyens un album intitulé chatmonchy ni naritai (チャットモンチーになりたい?) (out of distribution). Le groupe le vend lui-même, principalement à la main dans la zone de Tokushima, pour finir à 1500 ventes.
- 23 novembre 2005 - Avec comme producteur Junji Ishiwatari de SUPERCAR, chatmonchy réalise chatmonchy has come (チャットモンチー・ハズ・カム?), leur premier album sous le label Ki/oon Records. L'album dépasse les 20 000 ventes.

### 2006
- 1er mars - Sortie du single Koi no Kemuri (恋の煙?)
- 7 juin - Sortie du single Ren'ai Spirits (恋愛スピリッツ?)
- 5 juillet - Sortie du 1er album : Miminari (耳鳴り?), il démarre à la 10e position du classement japonais Oricon.
- 15 novembre - Sortie du single Shangri-la (シャングリラ?)

### 2007
- 18 avril - Sortie du single Joshi-tachi ni asu wa nai (女子たちに明日はない?)
- 20 juin - Sortie du single Tobiuo no Butterfly / Sekai ga Owaru Yoru ni (とび魚のバタフライ/世界が終わる夜に?) qui démarre en 9e position à l'Oricon.
- 5 septembre - Sortie du single Daidai (橙?) qui débute à la 12e place de l'Oricon.
- 24 octobre - Sortie du 2e album : Seimeiryoku (生命力?) qui apparait à la 2e place de l'Oricon.
- 28 novembre - Sortie du premier DVD : Chatmonchy Restaurant Appetizer (チャットモンチー　レストラン　前菜?)

### 2008
- 27 février - Sortie du single Hira Hira Hiraku Himitsu no Tobira (ヒラヒラヒラク秘密ノ扉?) et du DVD live Chatmonchy Restaurant Soup (チャットモンチー　レストラン　スープ?). Le single commence en 11e position dans l'Oricon.
- 25 juin - Sortie du single Kaze Fukeba Koi (風吹けば恋?).
- 5 novembre - Sortie du single Somaruyo (染まるよ?) ainsi que du troisième DVD Chatmonchy Restaurant Main Dish, le premier disque porte sur le live du 1er avril 2008 au Budokan, et le second disque porte sur le "Seimeiryoku Minagiri Tour" de novembre 2007 à janvier 2008.

### 2009
- 4 février - Sortie du 10e single : Last Love Letter.
- 4 mars - Sortie du 3e album : Kokuhaku (告白?)

### 2010
- 27 octobre - Sortie de l'EP : Awa Come

### 2011
- 6 avril - Sortie du 4e album : YOU MORE
- 30 septembre - La batteuse Kumiko Takahashi quitte le groupe[2].

### 2012
- 15 février - Sortie du premier Best Of : チャットモンチー BEST〜2005-2011〜
- 10 octobre - Sortie du 5e album : 変身

### 2015
- 13 mai - Sortie du 6e album : 共鳴

### 2017
- 24 novembre - Le groupe annonce la sortie de leur dernier album, ainsi que la dissolution du groupe, pour l'année suivante.

### 2018
- 27 juin - Sortie du 7e et dernier album studio : 誕生
- 31 octobre - Sortie du 2ème Best Of : BEST MONCHY 1 -Listening-